# Santa Cruz (Almodôvar)
 Santa Cruz  ist eine portugiesische Gemeinde (Freguesia) im Kreis Almodôvar im Distrikt (Beja), mit einer Fläche von 123,4 km² und 483 Einwohnern (Stand 19. April 2021). Dies ergibt eine Bevölkerungsdichte von 3,9 Einwohnern/km².